# Capturador de massa
Un capturador de massa és un dispositiu teòric previst per desaccelerar una massa de material, generalment en el context del transport espacial. Un objecte gran col·locat a l'espai amb forma cònica impediria que altres objectes es precipitessin cap al centre de la part posterior d'aquest. Aquests altres objectes no tornarien a rebotar a l'espai perquè petites restes d'impactes anteriors amb el captador de massa formarien un recobriment similar al regolit, que absorbiria l'impacte i desacceleraria l'objecte fins a la velocitat del capturador de massa. El transport interestel·lar de materials a granel seria una font potencial de demanda per a la construcció d'un capturador de masses (per exemple, mineral extret de la Lluna o asteroides originalment accelerats en una trajectòria que interceptés el capturador de masses per part d'una catapulta electromagnètica). Aquest dispositiu va ser proposat el 1978 per Thomas A. Heppenheimer.